# Kolonia robotnicza przy ul. Górniczej w Siemianowicach Śląskich
Kolonia robotnicza przy ul. Górniczej w Siemianowicach Śląskich (pot. Bergmonka) – kolonia robotnicza z około 1908 roku w Siemianowicach Śląskich-Centrum, wpisana do rejestru zabytków nieruchomych województwa śląskiego. Powstała dla pracowników Kopalni Węgla Kamiennego Siemianowice.

## Historia
Kolonię składającą się z czterech domów wielorodzinnych przy ul. Górniczej 6-9 wzniesiono około 1908 roku, natomiast wcześniej, w latach 80. XIX wieku, wybudowano domy znajdujące się obecnie pod numerami 3, 4, 5. W momencie powstania osiedla siemianowicka kopalnia podzielona była na dwa zakłady: kopalnię Laurahütte (szyby: Ficinus i Knoff) i kopalnię Richter. W 1937 roku kolonia wraz z zakładem przeszła na własność Wspólnoty Interesów Górniczo-Hutniczych, natomiast w czasie II wojny światowej zarządzana była przez koncern Herman Göring AG. Po zakończeniu wojny zakład został upaństwowiony, a jego likwidacja rozpoczęła się w 1993 roku. Kolonia przy ul. Górniczej jest jednym z niewielu osiedli patronackich, które ocalały na terenie miasta. Jej zasadniczym walorem jest zachowany układ kompozycyjny domów mieszkalnych i pomieszczeń gospodarczych. Znaczenie architektoniczne i kompozycyjne osiedla sprawiło, że w 1995 zostało ono wpisane do wojewódzkiego rejestru zabytków (nr rej.: A/1571/95). W latach 70. XX wieku w okolicy wybudowano nowe bloki mieszkalne. Stare obiekty zarządzane są przez spółdzielnię mieszkaniową. Osiedle potocznie nazywane jest Bergmonką (od słowa bergman oznaczającego górnika).

## Architektura
Ceglane nietynkowane budynki w układzie szeregowym wzniesiono w stylu prostego historyzmu ceglanego. Umiejscowione są wzdłuż drogi, dziś zwanej ulicą Górniczą. W pobliżu przebiega linia kolejowa (zob. linia kolejowa nr 161). Założenie zaplanowano w otoczeniu zieleni wraz z wydzielonymi od frontu ogródkami, a także podwórzami gospodarczymi od tyłu, które wyposażono w komórki (chlewiki). Dwukondygnacyjne podpiwniczone domy z poddaszami wzniesiono na rzucie prostokąta, posiadają płaskie drewniane stropy i drewnianą więźbę. Czterospadowe dachy kryte są dachówką. 
Poszczególne obiekty różnią się od siebie pod względem wyglądu i wielkości. Fronty domów nr 6 i 8 są do siebie podobne, charakteryzują się ryzalitami zwieńczonymi trójkątnymi szczytami i daszkiem trójspadowym. Dekorację stanowią pionowe podziały w formie ceglanych pilastrów. Elewacje tych budynków mają także wyodrębnione cokoły. Elewacja domu nr 9, mniejszego od pozostałych, posiada pilastry w narożach, cokół i wieńczący gzyms. W budynku tym zachowała się również facjatka, nakryta dwuspadowym dachem z naczółkiem. Boczne elewacje wszystkich domów są identyczne, z ryzalitami i ceglanymi pilastrami. Dom pod numerem 7 został nakryty dachem z lukarnami. Wejścia do domów znajdują się na osi ryzalitów. Tylne elewacje trzech z budynków o numerach 6-8 są do siebie podobne, posiadają ryzality, ceglane cokoły i wejścia do poszczególnych domów. Tylna elewacja budynku nr 9 różni się umiejscowieniem ryzalitu. 
Wybudowane wcześniej domy znajdujące się pod numerami 3-5 również mogą zostać zaliczone do kolonii, nie zostały one uwzględnione we wpisie do wojewódzkiego rejestru zabytków. Wszystkie posiadają nieotynkowane ceglane elewacje, zostały postawione na rzucie prostokąta i posiadają podpiwniczenie. Budynki nr 4-5 są połączone boczną ścianą. Wystrój domów jest prosty, elewacje wyposażone są w ceglany cokół i gzymsy pomiędzy kondygnacjami, a ich otwory okienne zamknięte są łukiem odcinkowym. Wejścia znajdują się od frontu oraz od tyłu.

## Galeria

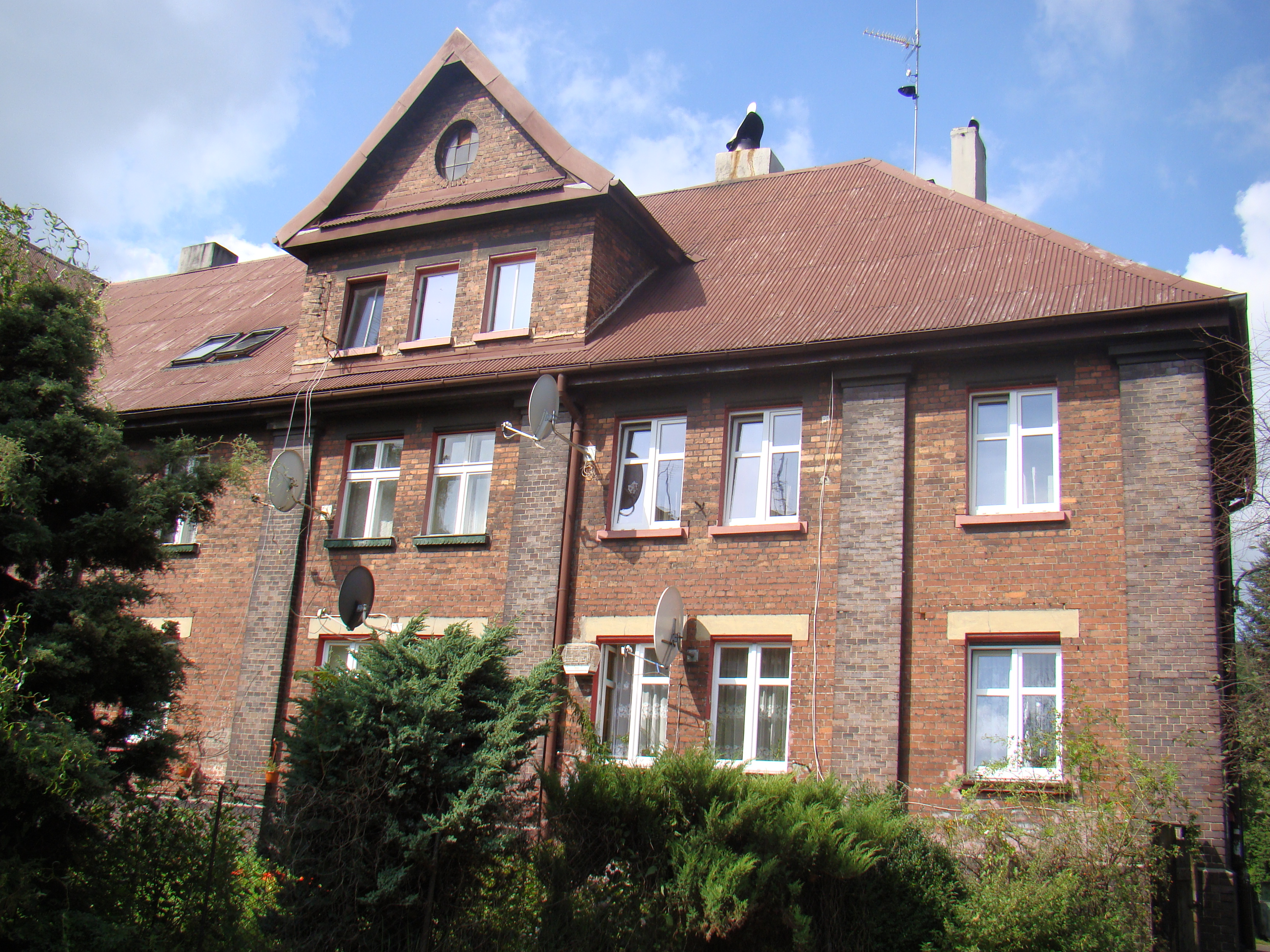
Budynek nr 6
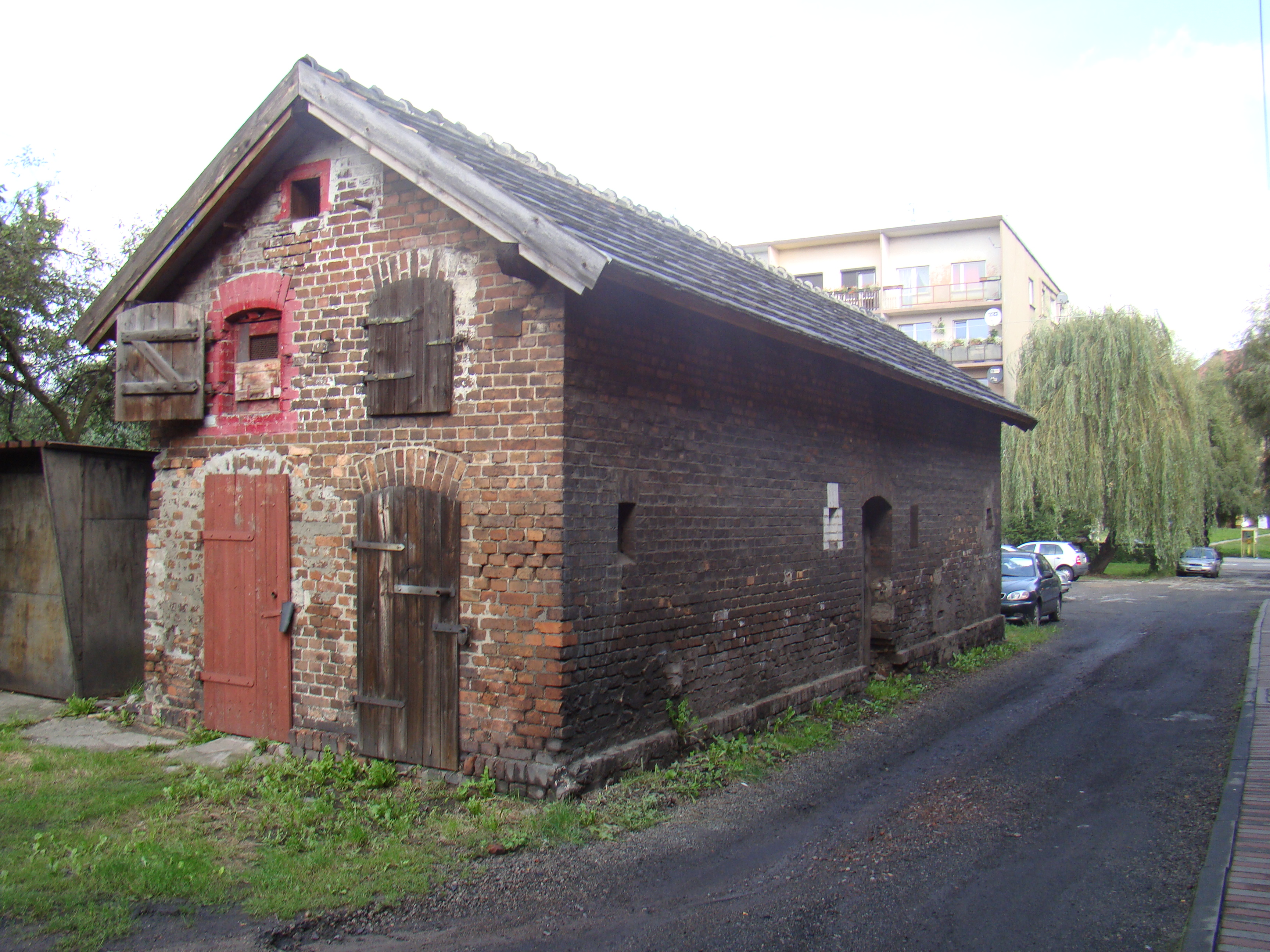
Chlewik przy nrze 6
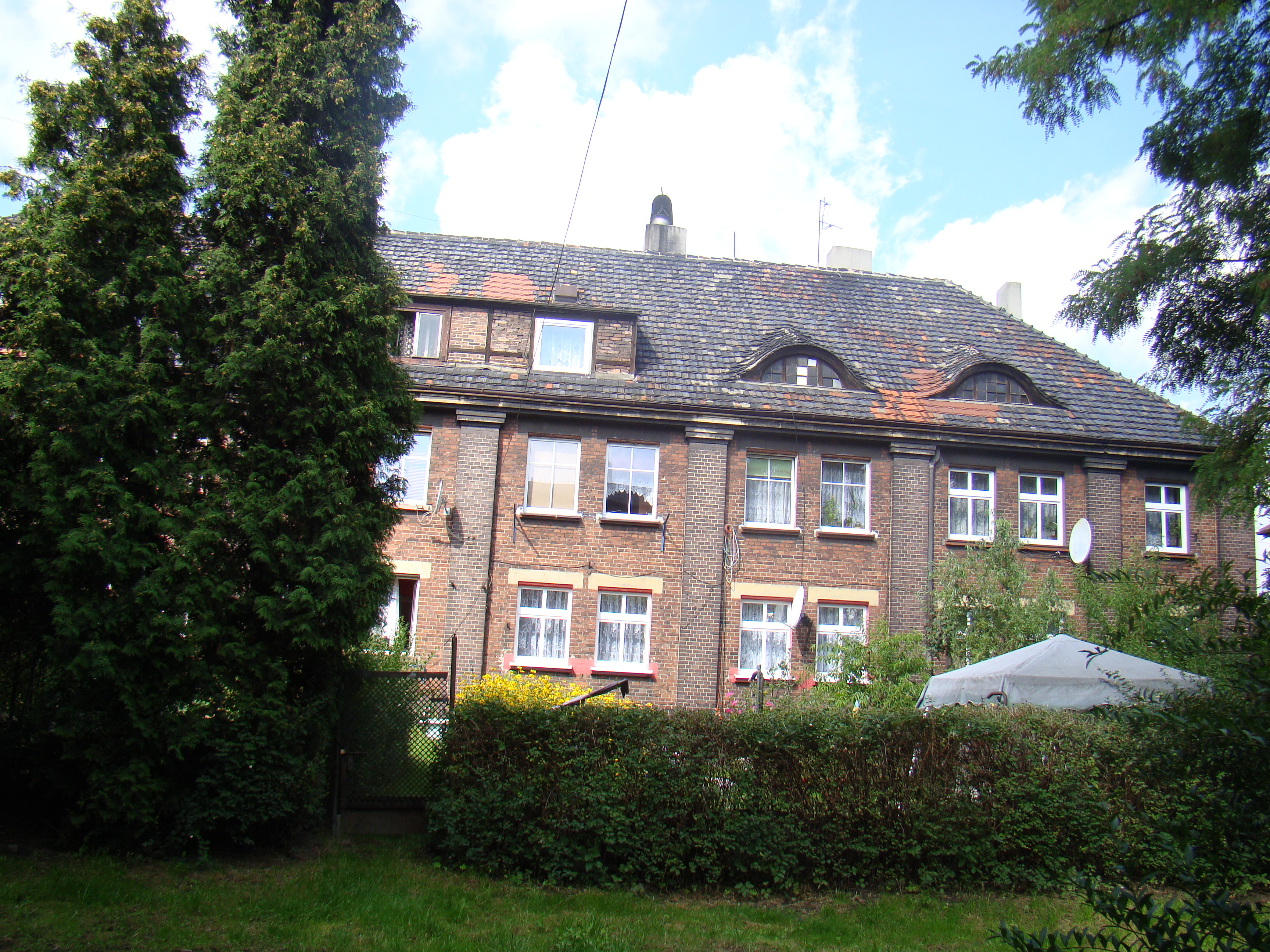
Budynek nr 7
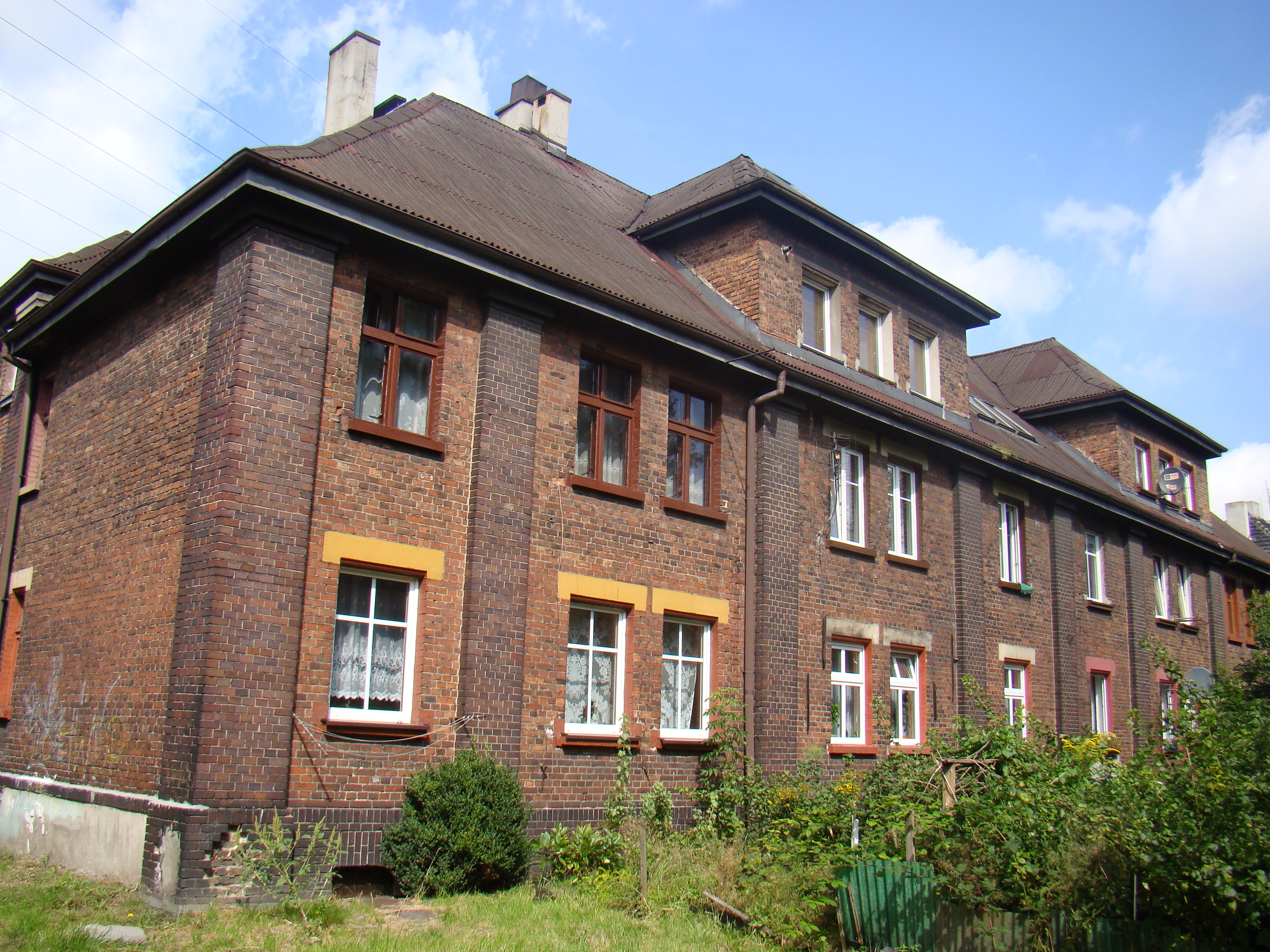
Budynek nr 8
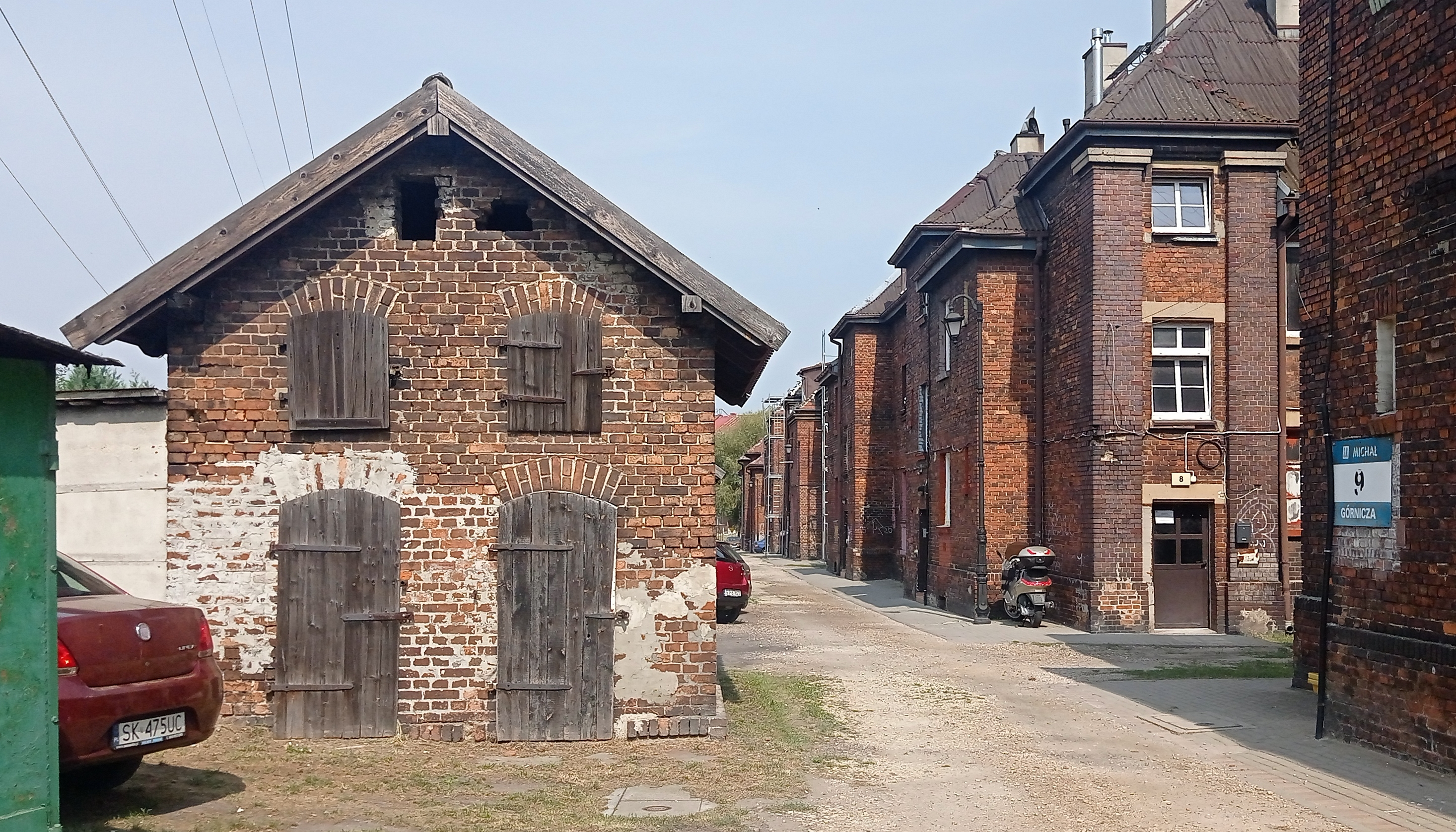
Chlewik przy nrze 9